# S/2003 J 12
S/2003 J 12 — нерегулярний супутник Юпітера.

## Відкриття
S/2003 J 12 був відкритий у 2003 року Скоттом С. Шепардом (англ. Scott S. Shepard) та групою науковців з Гавайського університету.

## Орбіта
Супутник виконує повний оберт навколо Юпітера на відстані приблизно 17 883 000 км з сидеричним періодом обертання — 489,72 земних діб. Орбіта має ексцентриситет ~0,492. Напрям руху — ретроградний.

## Фізичні характеристики
Діаметр супутнику — приблизно 1 кілометр, альбедо 0,04. Оцінкова густина 2,6 г/см³.